# Віллі Маклейн
Вільям "Ві Віллі" Маклейн (англ. William "Wee Willie" McLean, 27 січня 1904, Західний Данбартоншир — зник безслідно в 1938), також відомий як Білл Маклейн — американський футболіст, що грав на позиції нападника, зокрема, за клуби «Пульман» та «Стікс, Баер і Фуллер», а також національну збірну США.

## Біографія
Народився в Шотландії і іммігрував до Сполучених Штатів у дев'ятнадцять років, де став знаменитою фігурою у футболі. 

## Клубна кар'єра
У футболі дебютував виступами за команду «Пульман» в 1923 році. 
Своєю грою за цю команду привернув увагу представників тренерського штабу клубу «Чикаго Канадіанс», до складу якого приєднався згодом. 
Ще згодом уклав контракт з «Бріклаєрс енд Масонс». 
З 1932 року два сезони захищав кольори «Стікс, Баер і Фуллер», який згодом двічі міняв назву. Завершив професійну кар'єру футболіста виступами за команду «Сент-Луїс Шемрокс» у 1936 році.

## Виступи за збірну
1934 року дебютував в офіційних матчах у складі національної збірної США. Зіграв у відборі на ЧС-1934 з Мексикою (4-2) і на чемпіонаті світу 1934 року в Італії з господарями (1-7).

## Зникнення
Влітку 1938 року Віллі безслідно зник, ніхто і ніколи більше його не бачив. Його сім'я продовжувала отримувати рідкісні листівки до Дня матері з різних міст по річці Міссісіпі протягом декількох років після його зникнення. Нарешті, в листопаді 1944 року страхова компанія Aetna Life Insurance розмістила оголошення з проханням надати інформацію про його місцезнаходження. Незважаючи на ці зусилля, Маклейна ніколи більше не бачили.